# Toxocarpus longipetalus
Toxocarpus longipetalus är en oleanderväxtart som beskrevs av Elmer Drew Merrill. Toxocarpus longipetalus ingår i släktet Toxocarpus och familjen oleanderväxter. Inga underarter finns listade i Catalogue of Life.